# Antigua-Kanincheneule
Die Antigua-Kanincheneule (Athene cunicularia amaura) ist eine ausgestorbene Unterart des Kaninchenkauzes (Athena cunicularia). Sie war auf Antigua, Nevis und St. Kitts in den Kleinen Antillen endemisch.

## Merkmale

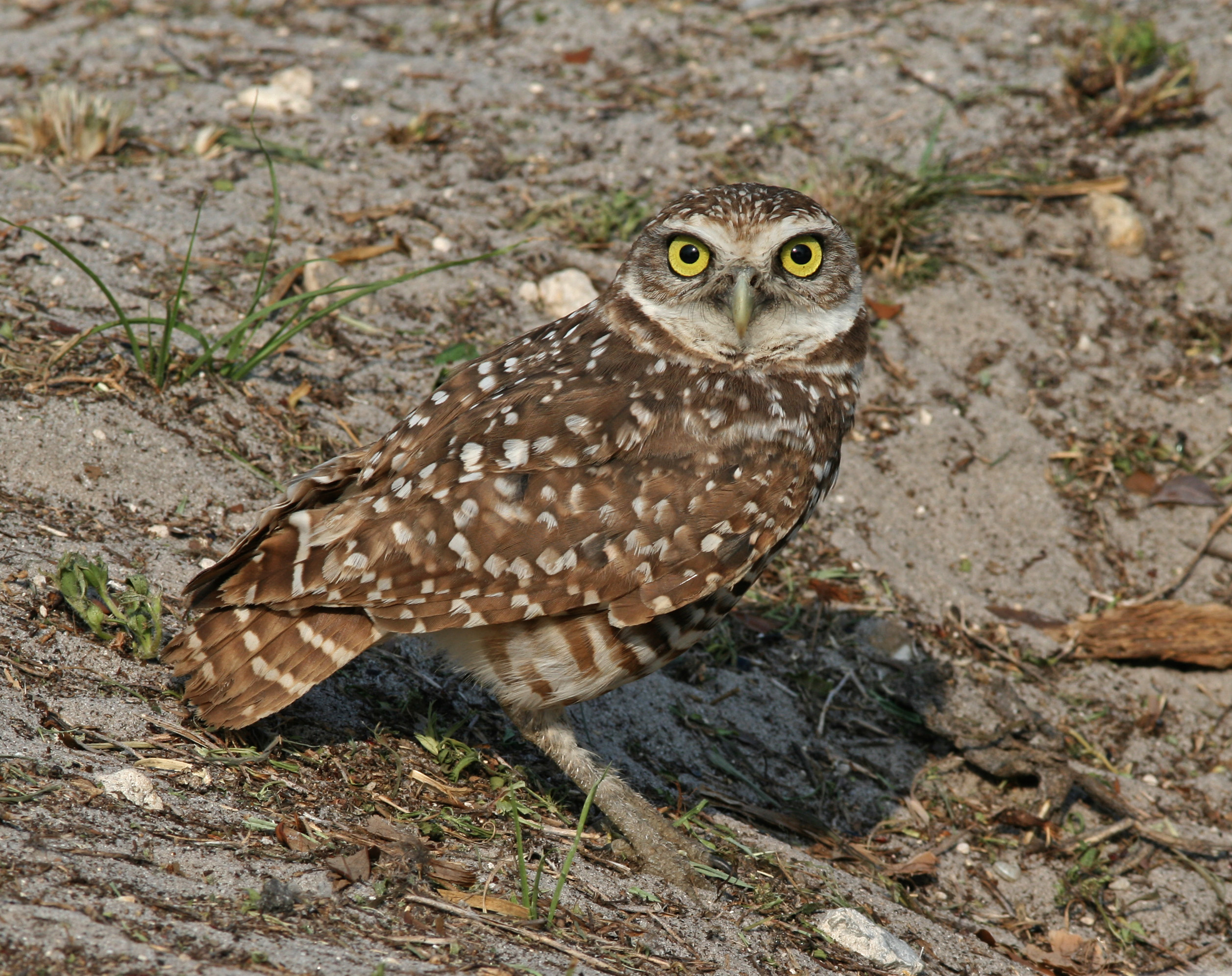
Vergleichsabbildung der Unterart Athene cunicularia floridana

Die Antigua-Kanincheneule erreichte eine Länge von 20 bis 22 cm. Die Oberseite war tiefbraun und mit hell rötlichgelben Flecken markiert. Die Handschwingen waren schwarzbraun. Der Schwanz war dunkelbraun mit einer rötlichgelben Bänderung. Der Überaugenstreif war hell rötlichgelb. Die Wangen waren dunkelbraun. Die Federn hatten rötlichgelbe Spitzen. Um die hell weißlich-gelbbraune Kehle verlief ein breites dunkelbraunes Band. Die Unterseite war rötlichgelb mit einer dunkelbraunen Bänderung. Der Schnabel war hellgelb. Die Oberschnabelseiten waren schwarz. Die Füße waren stumpf gelblichbraun. Die Iris war leuchtend gelb. Die Weibchen waren am Unterbauch stärker gebändert.

## Lebensraum und Lebensweise
Die Antigua-Kanincheneule war nachtaktiv und bewohnte alte Abflüsse, Höhlen in Felswänden und Mauerruinen. Aufgrund ihres Rufes wurde sie von den Einheimischen Coo-coo genannt. In Menschenobhut gehaltene Eulen äußerten häufig einen schnatternden Schrei, jedoch nicht den charakteristischen Ruf. Nach Angaben von Lawrence gehörten Echsen und Mäuse zum Nahrungsangebot für diese Vögel.

## Aussterben
Die Antigua-Kanincheneule war bei den abergläubischen Insulanern als Dämon gefürchtet. Wie die ebenfalls ausgestorbene Unterart von Marie-Galante war sie vermutlich nie häufig. Als der Ornithologe George Newbold Lawrence Antigua besuchte, konnte er kein Exemplar nachweisen. Daher lobte er eine Belohnung aus und binnen drei Stunden wurden drei lebende Vögel gefangen, die unter einem Felsvorsprung in den Kalkhügeln entdeckt wurden. Auch von der Insel St. Kitts soll es Sichtnachweise geben, Exemplare der Antigua-Kanincheneule wurden dort allerdings nie gesammelt. Heute sind nur fünf Museumsexemplare bekannt, die in Chicago, New York, Tring und Washington, D. C. aufbewahrt werden. Nach Angaben des Ornithologen James Bond aus dem Jahr 1950 wurden die letzten Exemplare gegen 1890 durch Mungos ausgerottet.